# Чен, Ксавье
Ксавье Чен (фр. Xavier Chen, кит. 陳昌源; 5 октября 1983, Беркем-Сент-Агат, Брюссельский столичный регион) — бельгийский и тайваньский футболист, защитник. Выступал за сборную Тайваня.

## Биография
Родился в 1983 году в Бельгии, в семье француженки и тайваньца. Его дед был дипломатом и по-прежнему проживает на Тайване.

### Клубная карьера
Воспитанник клуба «Андерлехт». Профессиональную карьеру начал в 2003 году в клубе третьего дивизиона «Кортрейк», с которым в первом же сезоне добился выхода во второй. Летом 2007 года подписал контракт с новичком высшей лиги «Мехеленом». В составе «Мехелена» Чен выступал на протяжении пяти с половиной сезонов и даже был капитаном команды. В 2013 году стал игроком клуба китайской Суперлиги «Гуйчжоу Жэньхэ». В том же году выиграл с командой Кубок Китайской футбольной ассоциации, а в 2014 году стал обладателем Суперкубка Китая и принимал участие в групповой стадии Лиги чемпионов АФК, однако занял с командой последнее место в группе. За три сезона в Китае провёл 75 матчей и забил 2 гола в Суперлиге. Вернувшись в Бельгию, отыграл ещё полтора сезона за клуб «Мехелен» и завершил профессиональную карьеру в 2017 году.

### Карьера в сборной
В начале карьеры был игроком юношеской сборной Бельгии. В её составе принимал участие в чемпионате Европы 2002 года (до 19 лет), на котором сыграл во всех трёх матчах группового этапа, но занял с командой последнее место в группе, набрав 1 очко.
3 июля 2011 года дебютировал за сборную Тайваня в матче отборочного турнира Чемпионата мира 2014 против сборной Малайзии (3:2), в котором провёл на поле все 90 минут и стал автором победного гола, реализовав пенальти на 75-й минуте. В следующий раз прибыл в расположение национальной сборной только в 2015 году и в период с 2015 по 2017 год сыграл за Тайвань ещё 9 матчей и забил 2 гола.

## Достижения
«Бэйцзин Жэньхэ»
- Обладатель Кубка Китайской футбольной ассоциации: 2013
- Обладатель Суперкубка Китайской футбольной ассоциации: 2014